# Українська автокефальна православна церква (1942—1944)
Українська Автокефальна Православна Церква (1942—1944) — архієпархія у підпорядкуванні Православної церкви Польщі, визнана всіма помісними православними церквами — окрім РПЦ. Припинила існування після зайняття території України радянськими військами, проте продовжила діяльність в еміграції та в діаспорі.

## Передісторія
Після поразки національно-визвольних змагань (1917—1921 рр.) Західна Україна опинилась під владою Польщі. 1924 року Константинопольський патріарх Григорій VII надав Томос та визнав Польську Православну Церкву автокефальною. На той час до 80 % вірних цією церкви були українцями.
1939 року — після пакту Молотова-фон Ріббентропа, Західну Україну було зайнято радянськими військами. Одразу після цього розпочались репресії НКВД щодо церкви. А московський патріархат розпочав активні дії, щодо підпорядкування польської церкви Москві. На Волинь прибув патріарший екзарх, архієпископ Миколай Ярушевич, місцевих ієрархів було змушено приїхати до Москви і скласти там заяву вірності Московській патріархії. На землях, що увійшли до складу СРСР, перебували п'ять ієрархів ППЦ. З них двоє — Полікарп (Сікорський) та Олександр (Іноземців) відмовились визнати зверхність московського патріархату.
1941 року — після окупації гітлерівською Німеччиною, на території України діяло дві православні церкви: т.з. «Автономісти» на чолі з архієпископом Олексієм (Громадським), що підпорядковувались московському патріархату, та Православна церква Польщі. 18 серпня 1941 року у Почаївській лаврі архієпископ Олексій провів «обласний собор єпископів православної церкви в Україні» за участю владик Симона, Пантелеймона, Веніаміна, пізніше підтримали рішення синоду єпископи Антоній і Дамаскин. Вони й надалі визнавали себе частиною Російської православної церкви з центром в Москві.

## Створення УАПЦ

Собор єпископів УАПЦ в Пінську (1942 р.). Архиєп. Олександр Іноземців та архиєп. Полікарп Сікорський. Архиєп. Ніканор Абрамович, кер. Юрій та архиєп. Ігор Губа.

Протягом 1941 року митрополит Польської православної церкви Діонісій (Валединський) виступав за ліквідацію неканонічного розколу, який був створений за ініціативи радянської влади. Проте німецька влада вступила в контакт з «Автономістами» та сприяла їх діяльності.
В цей же час рішенням митрополита Діонісія було відновлено чотири українських єпархії: Поліська (Олександр), Луцька (Полікарп), Кременецька (Олексій) та Житомирська (на той час не мала владики). В планах митрополита Діонісія було провести об'єднання решти українських земель, що перебували під німецькою окупацією, в єдину церкву й створити автокефальну Українську православну церкву на ґрунті Томосу 1924 року. Але з огляду на неприхильне і вороже ставлення окупаційного режиму до українського руху взагалі і церковного зокрема плани не набули втілення.
Декретом від 24 грудня 1941 року митрополит Діонісій затвердив єпископа Полікарпа на посаду адміністратора «Православної Автокефальної Церкви на звільнених землях України» з наданням йому сану архієпископа.
Від цього бере свій початок існування Української Автокефальної Православної Церкви.
Свій канонічний статус юрисдикція архієпископа Полікарпа базує на зв'язку з митрополитом Діонісієм — першоієрархом помісної церкви визнаної всіма православними церквами (окрім РПЦ).
У вересні 1941 року у Києві було створено Всеукраїнську православну церковну раду, що об'єднала відновлені парафії міста, зокрема було отримано від міської влади дозвіл на відкриття Володимирського собору. У грудні того ж року до Києва прибув автономіст владика Пантелеймон Рудик, активна діяльність якого призвела до того, що більшість церков і всі діючі монастирі перейшли на бік автономної церкви, а автокефалісти залишилися з Андріївським собором та церквами на Солом'янці і Деміївці.
Для становлення нової ієрархії архієпископ Полікарп звернувся до архієпископа Поліського та Пинського Олександра (Іноземцева). У першій половині лютого 1942 року у Пинську архієпископами Полікарпом та Олександром було висвячені наступні владики: берестейський — Георгій (Кореністов) (8 лютого), чигиринський — Никанор (Абрамович) (9 лютого) та уманський — Ігор (Губа) (10 лютого).
З кінця 1941 року німецький окупаційний режим почав розправлятися з усіма проявами української національної активності, ліквідував Українську національну раду, газету «Українське слово», розстріляв склад редакції, до якого входила поетеса Олена Теліга. В межах такої політики у лютому 1942 року окупанти заборонили діяльність Всеукраїнської православної церковної ради.
Лише у березні 1942 року до Києва змогли нарешті прибути два автокефальні єпископи Никанор та Ігор, проти яких одразу розвинув протестну діяльність автономний єпископ Пантелеймон. Німці офіційно зберігали нейтралітет, але насправді всіляко підтримували «автономістів».
9-17 травня 1942 з благословення митрополита Діонісія в Кафедральному Соборі Андрія Первозваного в Києві під головуванням архієпископів Никанора (Абрамовича) та Ігоря (Губи) відбулись висвячення нових єпископів УАПЦ. Ними стали: Фотій (Тимощук) (9 травня), Мануїл (Тарнавський) (11 травня, але вже у червні він перейшов до «автономістів», де прийняв повторне рукоположення), Михаїл (Хороший) (12 травня), Мстислав (Скрипник) (14 травня), Сильвестр (Гаєвський) (16 травня), Григорій (Огійчук) (17 травня), Геннадій (Шиприкевич) (24 травня), Володимир (Малець) (23 червня), Платон (Артем'юк) (2 серпня) та В'ячеслав (Лисицький) (13 вересня).
Також у міжчассі, 27 липня 1942 року, до УАПЦ приєднався 77-річний митрополит Харківський Феофіл (Булдовський), рукоположений ще у 1923 році.
8 жовтня 1942 року до УАПЦ приєднався митрополит-«автономіст» Олексій ((дивись «Акт поєднання»)). Проте, у травні 1943 року дорогою із Кремінця в Дубно невідомі напали на автомобіль, в якому їхав митрополит Олексій, і вбили його. На місце покійного було обрано єпископа Дамаскина. Інші єпископи цієї — Симон, Пантелеймон, Веніамін, Анатолій — залишились в автономній церкві, та за допомогою німців не допустили до росту авторитету УАПЦ в Україні.
В 1943 році, 1 серпня, був висвячений ще один архієрей: Сергій (Охотенко) із титулом єпископа Мелітопольського.
На Вербну неділю 1944 року у Варшаві відбувся собор єпископів УАПЦ, на якому митрополита Діонісія Валединського було проголошено «Патріархом всієї України». Проте наступ радянських військ на Україну та Польщу не дав змоги реалізуватися планам канонічного оформлення українського патріархату.
1944—1945 рр. — Україна була знову зайнята радянськими військами. Ті священики УАПЦ, що залишились в Україні були репресовані та знищені. Багато єпископів, рятуючись від переслідувань, переїхали до Західної Німеччини, згодом до США, Канади та інших країн, де очолили різні юрисдикції УАПЦ.

### Єпархії
- Полісся
- Луцьк
- Кременець
- Житомир
- Берестя
- Київ і Чигирин
- Умань
- Полтава і Кременчук
- Чернігів
- Вінниця
- Кіровоград
- Лубни
- Січеслав
- Харків
- Миколаїв
- Мелітополь

### Вікарії
- Біла Церква
- Берестя
- Переяслав
- Рівне
- Заслав
- Дубно

## Архієреї УАПЦ у 1942—1944 роках
У складі УАПЦ до остаточної еміграції на захід у 1944 році були такі ієрархи:
- Полікарп (Сікорський), митрополит (до 11 лютого 1942 — архієпископ) Луцький і Ковельський, адміністратор УАПЦ (7 лютого 1942 — 1944, в УПЦ в діаспорі)
- Олександр (Іноземцев), митрополит (до серпня 1942 — архієпископ) Пінський і Поліський (7 лютого 1942 — 1944, спочатку в РПЦЗ, потім в УПЦ в діаспорі)
- Георгій (Кореністов), єпископ Берестейський, вікарій Пінсько-Поліської єпархії (8 лютого 1942 — 31 грудня 1943, приєднався до Польської ПЦ у сані єпископа)
- Никанор (Абрамович), єпископ Чигиринський (9 лютого 1942 — 17 травня 1942), архієпископ Київський і Чигиринський (17 травня 1942 — 1944, в УПЦ в діаспорі)
- Ігор (Губа), єпископ Уманський (10 лютого 1942 — травень 1942), архієпископ Полтавський і Кременчуцький (травень 1942 — липень 1942), архієпископ Білоцерківський (липень 1942 — 1944, УПЦ в діаспорі]])
- Фотій (Тимощук), єпископ Чернігівський (10 травня 1942 — липень 1942), єпископ Вінницький (липень 1942 — 31 січня 1943, пізніше приєднався до РПЦ як священник
- Мануїл (Тарнавський), єпископ Білоцерківський (11 травня 1942 — 22 червня 1942, приєднався до Української автономної православної церкви з повторенням єпископської хіротонії)
- Михаїл (Хороший), архієпископ (до листопада 1942 — єпископ) Кіровоградський (12 травня 1942 — 1944, в УПЦ в діаспорі)
- Мстислав (Скрипник), єпископ Переяславський (14 травня 1942 — 1944, в УПЦ в діаспорі)
- Сильвестр (Гаєвський), єпископ Лубенський (16 травня 1942 — 1943, в УПЦ в діаспорі)
- Григорій (Огійчук), єпископ Житомирський (17 травня 1942 — 1944, заснував УАПЦ соборноправну)
- Геннадій (Шиприкевич), архієпископ (до 1944 — єпископ) Січеславський (24 травня 1942 — 1944, в УПЦ в діаспорі)
- Володимир (Малець), єпископ Черкаський (23 червня 1942 — 1943) єпископ Єлисаветградський (1943 — 1944, в УПЦ в діаспорі)
- Феофіл (Булдовський), митрополит Харківський (27 липня 1942 — 23 січня 1944, помер в ув'язненні)
- Платон (Артем'юк), єпископ Заславський (2 серпня 1942 — 1942), єпископ Рівненський (1942 — 1944, в УПЦ в діаспорі)
- В'ячеслав (Лисицький), єпископ Дубненський (13 вересня 1942 — 1944, в УПЦ в діаспорі, пізніше в Північно-Американську митрополію із повторною хіротонією)
- Сергій (Охотенко), єпископ Мелітопольський (1 серпня 1943 — 1944, в УПЦ в діаспорі, пізніше відпущений в юрисдикцію Білоруської автокефальної православної церкви).

## УАПЦ на чужині
Українська Автокефальна Православна Церква на чужині — церква, яку на еміграції очолила ієрархія канонічно визнаних священиків на чолі з митрополитом Полікарпом.
Митрополит Полікарп, улітку 1945 року, скликав першу нараду Єпископів УАПЦ, котра відбулася 16 липня 1945 р. у м. Бад-Кіссінген. Було прийнято постанову надалі діяти як ієрархічний орган Української Автокефальної Православної Церкви на еміграції.
Спочатку резиденцією митрополита був Ганновер (Німеччина). Розвитку церкви заважали як внутрішні, так й зовнішні фактори. З одного боку Православна церква Польщі, після встановлення у Польщі комуністичного режиму, «відмовилась» від автокефалії Константинопольського патріарха й прийняла «ласку» від Московської патріархії. З іншого боку, до складу УАПЦ були прийняті священики УАПЦ (1919) — т.з. «Липківського рукоположення», що дало привід противникам української церкви звинуватити її в «неканонічності».
Тим часом єпископи Автономної церкви, що перебували на еміграції увійшли ло складу російської закордонної церкви, яку очолював митрополит Афанасій Грибановський.
В серпні 1947 року єпископ Григорій Огійчук зібрав у Ашаффенбурзі конференцію однодумців та осудив ієрархію УАПЦ за співпрацю з митрополитом Іваном (Теодоровичем). У відповідь митрополит Полікарп скликав там же Синод єпископі УАПЦ й осудив єпископа Григорія. Одночасно Синод направив архієпископа Мстислава (Скрипника) до США для вирішення питання канонічності свячення митрополита Теодоровича.
1949 року УАПЦ нараховувала коло 60 парафій, 20 000 вірних, 127 священиків та 20 дияконів. Парафії у повоєнній Німеччині розвивали жваве церковне життя. У Мюнхені існували Богословський Науковий Інститут та Богословсько-Педагогічна Академія, де викладали видатні українські науковці й богослови.
27 серпня 1949 року митрополита Теодоровича висвячено згідно з канонами.
Після смерті Митрополита Полікарпа в Парижі у жовтні 1953 р. його наступником став Архієпископ Ніканор (Абрамович), що знаходився у Карлсруге.
УАПЦ на чужині митрополита Никанора об'єднувала православні громади у Західній Європі, Австралії, невелику кількість громад у США, Канаді та Аргентині.
У 1969 році Українська Автокефальна Православна Церква в Європі перейшла під юрисдикцію Митрополита Української Православної Церкви в США Мстислава (Скрипника). Після його смерті у червні 1993 р. його наступником став Митрополит Української Православної Церкви в США Константин (Буґан) з осідком у Саут-Баунд-Брук.
У юрисдикції Його Блаженства Митрополита Константина перебувала і надалі перебуває Українська Великобританська і Західно-Європейська Єпархія УАПЦ. Єпархію очолює Преосвященний Владика Андрій (Пешко) з титулом Єпископа Кратейського (висвячений 13 грудня 2005 у Чикаго і підпорядкований Митрополиту УПЦ в США Константину). Інтронізація Владики Андрія відбулася 12 лютого 2006 у Лондоні; він — наступник Архієпископа Іоана (Дерев'янки) з титулом Парнаського та дотогочасного керуючого єпископа Лондонського і Західно-Європейського.

## Розвиток українського автокефального руху
Ідею автокефалії Православної церкви в Україні підтримала і Українська рада довір'я на Волині УРДВ. Зокрема, на засіданні 31 серпня — 1 вересня 1941 р. одним із головних було питання про стан православ'я на Волині та визволених українських землях. Учасники наради прийняли ухвалу, в якій наголошували на тій непорушній основі, що церква в Україні, як могутній фактор національно-релігійного і морального виховання народу, має бути церквою національною й українською. Такою Православна церква може бути тільки тоді, коли вона буде незалежною, автокефальною. Стоячи на ґрунті закону 1 січня 1919 p., як державного акта, яким встановлено автокефалію Української православної церкви УПЦ, УРДВ стверджувала, що осередок церковної влади незалежної церкви не може перебувати в руках чужої за кров'ю ієрархії та поза межами національної території. А тому Рада рішуче виступала проти будь-яких спроб залишити УПЦ в юрисдикції Московського патріархату чи Варшавської митрополії. До часу скликання Всеукраїнського церковного собору учасники наради вважали за необхідне обрати Тимчасову адміністрацію УПЦ на звільнених теренах, яка вела б справи церкви із забезпеченням національного її характеру та скликала б Собор у Києві.
Процес становлення автокефального православного руху був тісно пов'язаний з активною діяльністю української інтелігенції, яка відкидала можливість підпорядкування православних парафій України Московській патріархії. Відразу після встановлення німецької окупаційної влади в багатьох місцевостях України почали стихійно виникати самодіяльні громадсько-церковні організації, їх найчастіше називали парафіяльними ініціативними групами чи церковними комісіями. У великих містах вони, як правило, здобували назву церковних рад. Наприкінці 1941 р. у містах України функціонувало вже 8 єпархіальних церковних рад. Колишні церковнослужителі та православні інтелігенти, які домінували в їхньому складі, дбали про приміщення для богослужінь, про все необхідне для налаштування повноцінного парафіяльного життя.
Сьогодні більша частина дослідників пов'язує виникнення УАПЦ формації 1942 р. з так званим декретом митрополита Діонісія від 24 грудня 1941 р. Однак цей важливий документ довго не був введений до наукового обігу. Під час архівних пошуків у Варшаві автору вдалося віднайти копію листа владики Діонісія до архієпископа Полікарпа, у якому повідомлялось: «На просьбу православних Церковних Рад Волині від 14 грудня ц.р., я постановив утворити Тимчасову Адміністратуру Нашої Св. Автокефальної Православної Церкви на визволених українських землях. Тимчасовим Адміністратором призначую Ваше Високопреосвященство і прошу Вас співпрацювати з Високопреосвященнішим Архієпископом Олександром. Про всі Ваші проекти й розпорядження прошу негайно мене сповіщати для надання їм остаточної канонічної санкції».
Термін «УАПЦ» у різних варіаціях УПАЦ, ПАУЦ, УАЦ домінував не тільки у тогочасній публіцистиці, а й у документальних джерелах німецького і українського походження. Не випадково в «Акті поєднання» автокефалістів і автономістів від 8 жовтня 1942 р. фігурувала назва «Українська автокефальна православна церква». Офіційний предстоятель Української церкви владика Діонісій не мав можливості здійснювати будь-які канонічно-ієрархічні функції. Тому, попри те, що формально УАПЦ перебувала у складі Православної церкви в Генерал-губернаторстві, можна вважати її самодостатнім еклезіальним організмом зі своїм собором єпископів на чолі з Полікарпом (Сікорським). Головні обмеження в діяльності церкви виходили не від Варшавського митрополита, а від рівненського рейхскомісара.
Отже, декрет владики Діонісія від 24 грудня 1941 р. став першим кроком на шляху до організаційного оформлення УАПЦ як помісної церкви з канонічним єпископатом. Іншого варіанта розвитку подій, враховуючи відсутність власної державності, за тих умов просто не існувало. Це було значним досягненням українського автокефального руху після неоднозначних спроб започаткувати власну ієрархію у 1921 р.